# Eberechi Eze
Eberechi Oluchi Eze (* 29. června 1998 Londýn) je anglický profesionální fotbalista, který hraje na pozici ofensivního záložníka či křídelníka za anglický klub Crystal Palace FC. Je také bývalým anglickým mládežnickým reprezentantem.

## Klubová kariéra
Eze se narodil ve Velkém Londýně nigerijským rodičům. Eze nastoupil ve věku osmi let do akademie Arsenalu, ze které odešel když mu bylo třináct let. Následně působil v akademiích Fulhamu a Readingu. Mezi lety 2014 a 2016 byl hráčem Millwallu. V dubnu 2016 oznámil, že na konci sezóny 2015/16 klub opustí, protože mu nebyla nabídnuta profesionální smlouva.

### Queens Park Rangers
Poté, co odešel z Millwallu, úspěšně prošel testy v druholigovém Queens Park Rangers. Eze se stal oficiálně hráčem QPR 3. srpna 2016. V A-týmu Eze debutoval 7. ledna 2017, a to v zápase FA Cupu proti Blackburnu Rovers. Následně prodloužil svoji smlouvu s klubem až do léta 2019.

#### Wycombe Wanderers (hostování)
Dne 30. srpna 2017 odešel Eze na hostování do čtvrtoligového Wycombe Wanderers do ledna 2018. Svého debutu v klubu se dočkal 9. září 2017 v zápase proti Newportu County. Eze se rychle stal stabilním členem základní sestavy. Své první kariérní góly vstřelil 7. října 2017, když se dvakrát prosadil při výhře 3:1 nad Cambridge United. V průběhu svého angažmá ve Wycombe odehrál 20 utkání a pomohl klubu k postupu do třetí nejvyšší soutěže.

#### Návrat do QPR
Svůj první gól v dresu Queens Park Rangers vstřelil Eze 10. března 2018, když jediným gólem rozhodl utkání proti Sunderlandu.
V létě 2018 prodloužil Eze svoji smlouvu s klubem až do června 2021. Na začátku sezóny 2018/19 se stal stabilním členem základní sestavy, když v průběhu sezóny nastoupil do 46 utkání, ve kterých vstřelil 4 branky.
V prvním zápase sezóny 2019/20 se Eze střelecky prosadil do sítě Stoke City a pomohl k výhře 2:1. Svůj desátý gól v sezóně vstřelil Eze 1. ledna 2020, když k výhře 6:1 nad Cardiffem City pomohl brankou a dvěma asistencemi. V sezóně, která byla přerušena pandemií covidu-19, nastoupil do 46 ligových utkání a vstřelil 14 branek. Stal se nejlepším hráčem klubu podle fanoušků. Byl také zařazen do nejlepší jedenáctky soutěže.

### Crystal Palace
Dne 28. srpna 2020 přestoupil Eze do prvoligového klubu Crystal Palace FC, se kterým podepsal pětiletou smlouvu. Částka se odhaduje na 17 milionů liber. Svého debutu v klubu se dočkal 12. září v prvním kole sezóny proti Southamptonu. Eze vstřelil svůj první gól ve svém novém působišti 7. listopadu, když se prosadil z přímého kopu při výhře 4:1 nad Leedsem United. Eze utrpěl v květnu 2021 zranění Achillovy šlachy, kvůli kterému vynechal zbytek sezóny.
Svůj první ligový zápas po návratu ze zranění odehrál 27. listopadu, když nastoupil na posledních třicet minut utkání proti Aston Ville. V sezóně 2021/22 vstřelil svoji první branku až 30. dubna, když pomohl Crystal Palace otočit průběh zápasu proti Southamptonu.

## Reprezentační kariéra
Eze se narodil v Anglii rodičům z Nigérie, a má tak možnost reprezentovat obě země.
V roce 2019 se s Ezem setkal prezident Nigerijské fotbalové federace Amaju Pinnick ve snaze ho přesvědčit, aby se stal reprezentantem Nigérie. Eze řekl, že není rozhodnutý, jakou zemi bude reprezentovat. Obdobná slova použil i v dubnu a listopadu 2020.
V květnu 2021 byl Eze poprvé povolán do anglické reprezentace, a to na závěrečný turnaj Euro 2020. Ale ve stejný den utrpěl zranění Achillovy šlachy, kvůli kterému vynechal zbytek sezóny.

## Statistiky
K 30. dubnu 2022
| Klub                      | Sezóna  | Liga           | Liga   | Liga | FA Cup | FA Cup | EFL Cup | EFL Cup | Ostatní | Ostatní | Celkem | Celkem |
| Klub                      | Sezóna  | Liga           | Zápasy | Góly | Zápasy | Góly   | Zápasy  | Góly    | Zápasy  | Góly    | Zápasy | Góly   |
| ------------------------- | ------- | -------------- | ------ | ---- | ------ | ------ | ------- | ------- | ------- | ------- | ------ | ------ |
| Queens Park Rangers       | 2016/17 | Championship   | 0      | 0    | 1      | 0      | 0       | 0       | —       | —       | 1      | 0      |
| Queens Park Rangers       | 2017/18 | Championship   | 16     | 2    | 1      | 0      | 0       | 0       | —       | —       | 17     | 2      |
| Queens Park Rangers       | 2018/19 | Championship   | 42     | 4    | 3      | 0      | 1       | 0       | —       | —       | 46     | 4      |
| Queens Park Rangers       | 2019/20 | Championship   | 46     | 14   | 1      | 0      | 1       | 0       | —       | —       | 48     | 14     |
| Queens Park Rangers       | Celkem  | Celkem         | 104    | 20   | 6      | 0      | 2       | 0       | —       | —       | 112    | 20     |
| Wycombe Wanderers (host.) | 2017/18 | League Two     | 20     | 5    | —      | —      | —       | —       | 2       | 0       | 22     | 5      |
| Crystal Palace            | 2020/21 | Premier League | 34     | 4    | 1      | 0      | 1       | 0       | —       | —       | 36     | 4      |
| Crystal Palace            | 2021/22 | Premier League | 9      | 1    | 4      | 0      | 0       | 0       | —       | —       | 13     | 1      |
| Crystal Palace            | Celkem  | Celkem         | 43     | 5    | 5      | 0      | 1       | 0       | 0       | 0       | 49     | 5      |
| Celkem                    | Celkem  | Celkem         | 167    | 30   | 11     | 0      | 3       | 0       | 2       | 0       | 183    | 30     |